# Bosc de Sarroca
El Bosc de Sarroca és un bosc del terme municipal de Sarroca de Bellera, del Pallars Jussà.
Està situat al sud-est del poble de Sarroca de Bellera -de la qual pren el nom-, a l'extrem sud-est del terme municipi. Ocupa els vessants septentrionals de la Serra de Comillini, en concret del Serrat de Forn Vell, a la dreta del riu Bòssia. Ocupa tota la raconada del terme, limítrof amb el Pont de Suert (antic terme de Viu de Llevata) i Senterada.